# Абхазци
Абхазците са кавказки народ, основно население на Абхазия.

## История
Съвременните абхазци са потомци на споменавания в античните източници народ абазги. През 4 – 5 век в страната се разпространява християнството от Византия, по-късно – през 15 век, се разпространява и ислямът.